# Huertea cubensis
Huertea cubensis là một loài thực vật thuộc họ Tapisciaceae, nhưng trước đây đặt trong họ Staphyleaceae. Loài này có ở Cuba, Cộng hòa Dominica, và Haiti.